# Barbâtre
Barbâtre es una comuna francesa situada en el departamento de Vendée, en la región de Países del Loira.
Ubicada en la isla de Noirmoutier, cuenta con siete kilómetros de playa de arena fina.

## Demografía
| 1110 | 1124 | 1127 | 1091 | 1269 | 1420 | 1755 |
| Para los censos de 1962 a 1999 la población legal corresponde a la población sin duplicidades (Fuente: INSEE [Consultar]) |      |      |      |      |      |      |